# Tag
 Ovo je glavno značenje pojma Tag. Za druga značenja pogledajte Tag (razdvojba).
Tag (engl. tag, [tæg] - oznaka, etiketa, stigma) informatički je termin pod kojim se najčešće podrazumijeva osnovni element HTML jezika, a može predstavljati i identifikacijsku oznaku koja se dodaje slogu u bazi podataka.

## HTML tag
U jezicima za opis web stranice kao što su HTML, SGML ili XML tag je kratica ili engleska riječ koja se stavlja među izlomljene zagrade < i >, a preglednicima služi kao uputa, odnosno naredba kako prikazati pojedini element. Tagovi se uvijek (analogno zagradama u aritmetici) koriste u paru, imaju početni i završni dio, s tim što je završni tag označen kosom crtom. Na taj se način tagovi mogu ugnježđivati u strukturu stabla. Između tagova se stavlja podatak na koji se tag odnosi.
Na primjer,
```
<title>
 Wikipedija 
</title>
```

početni tag je <title>, završni tag je </title>, a "Wikipedija" je podatak koji treba prikazati, tj. naslov stranice u gornjem okviru preglednika.
Primjer ugniježđene strukture:
```
<center>

  
<strong>

    Dobro došli na Wikipediju!
  
</strong>

</center>
```

tagovi <center> i <strong> su ugniježđeni, a primjer će se prikazati centrirano i podebljano:

Dobro došli na Wikipediju!

Izuzetci kad se tagovi ne koriste u paru su tagovi <br> (oznaka novog reda, break) i <hr> (vodoravna crta).

## Tagovi na Wikipediji
Na Wikipediji se također koriste tagovi. Iako su naoko sasvim različiti od HTML oblika, funkcija im je identična, jer se wiki-kod pomoću Mediawiki softvera pretvara ("parsira") u HTML, zato što preglednici "ne razumiju" wiki-kod.
Na primjer, ako napišete
```
[[
Wikipedija:Kafić|Postavite pitanje u Kafiću
]]
```

Mediawiki softver će to pretvoriti u
```
<a
 
href="http://hr.wikipedia.org/wiki/Wikipedija:Kafić">
Postavite pitanje u Kafiću
</a>
```

Kako Mediawiki softver nije obuhvatio sve HTML tagove, u wiki-sintaksi je dozvoljeno koristiti većinu HTML tagova:
- zamjenski, npr. naslov poglavlja:
s dva znaka jednakosti u wiki obliku == Naslov == 
ili, isto to u HTML obliku <h2>Naslov</h2>
- isključivo, npr. <s>, <sup>, <sub> (precrtavanje, eksponent, indeks)
- neki tagovi su onemogućeni zbog sigurnosti, npr. gore spomenuti tag <a>.

## Meta tagovi
U bazama podataka tagovi su riječi ili fraze pridružene slogu baze, a služe za opis podatka, njegovu identifikaciju, sortiranje i pronalaženje. Razvojem trenda Web 2.0 postali su popularni u "javnim" bazama podataka, kao što su na primjer Flickr, YouTube ili Gmail, gdje korisnici mogu postaviti svoje tagove za kasniju lakšu identifikaciju ili pronalaženje podataka (slika, videa ili e-mailova).

## Vanjske poveznice
- Popis HTML tagova, www.w3schools.com
- Definicija riječi "tag" na Hrvatskom jezičnom portalu, hjp.znanje.hr